# Spilomyia foxleei
Spilomyia foxleei är en tvåvingeart som beskrevs av John Richard Vockeroth 1958. Spilomyia foxleei ingår i släktet trädblomflugor, och familjen blomflugor. Inga underarter finns listade i Catalogue of Life.